# قائمة لاعبي الشطرنج في أذربيجان
هذه هي القائمة الكاملة للاعبي الشطرنج في أذربيجان والحاملين لألقاب دولية اعتبارًا من شهر نوفمبر 2012.

## لقب أستاذ دولي كبير
- فوقار قاسيموف
- شهريار محمدياروف
- تيمور رجبوف
- رؤوف محمدوف
- قدير حسينوف
- ماميدوف نجات
- Azər Mirzəyev
- إيلتاج سفارلي
- فريد عباسوف
- رسول إبراهيموف
- رشاد باباييف
- نامق قولييف
- إلمار محرموف
- Sərxan Quliyev
- جميل أجامالييف
- Rüfət Bağırov
- Aydın Hüseynov

## لقب أستاذ دولي
- نجات عباسوف
- فاسيف دوراربيلي
- وقار رسولوف
- لقمان قولييف
- Anar Allahveridyev
- إلمير حسينوف
- سنان دولتوف
- Fikrət Sideifzadə
- رحيم قاسموف
- İlqar Bacarani

## لقب أستاذ دولي كبير نسوي
- İlahə Qədimova
- زينب محمدياروفا
- تركان محمدياروفا
- فيروزة والي خانلي
- آينور صوفييفا

## لقب أستاذ دولي نسوي
- كاظموفا نرمين
- نرجس أومودوفا
- Xəyalə İsgəndərova
- إلميرا علييفا
- غلنار محمدوفا
- بروانه إسماعيلوفا
- فيدان أغاسييفا

## روابط خارجية
- Elo rating list of top 100 Azerbaijani chess players نسخة محفوظة 18 يوليو 2018 على موقع واي باك مشين.
- Azerbaijan Chess Federation (بالأذرية) (بالروسية)